# Monte Carlo Masters
Il Monte Carlo Masters, noto come Rolex Monte Carlo Masters per ragioni di sponsorizzazione, è un torneo di tennis maschile appartenente alla categoria ATP Tour Masters 1000, ovvero la categoria più importante dopo i quattro tornei del Grande Slam e le ATP Finals. La competizione si svolge nel mese di aprile sui campi in terra rossa del Monte Carlo Country Club a Roccabruna, comune francese confinante con il Principato di Monaco.
È stato votato dai tennisti ATP come miglior torneo di categoria nel 2001 e nel 2007.

## Storia[1]

### Era amatoriale
Il Monte-Carlo Masters è uno dei maggiori tornei di tennis che si disputano sulla terra rossa. È stato fondato nel 1896 e la prima edizione vide la vittoria del britannico George Hillyard, che l'anno dopo cedette il titolo al connazionale Reggie Doherty, plurivincitore del Torneo di Wimbledon. Reggie difese il titolo per tre anni consecutivi prima di cedere nel 1900 al fratello Lawrence. Egli riuscì a difendere il titolo anche l'anno successivo vincendo contro Wilberforce Eaves per 6–2, 5–7, 6–1. Reggie Doherty si riprese il titolo l'anno seguente e lo rivinse ancora per tre anni consecutivi battendo in finale George Hillyard, Frank Riseley e Josiah Ritchie. Nel 1905 è di nuovo Laurence Doherty a prendersi il trofeo battendo in finale Ritchie per 6–4, 8–6, 6–4. Lawrence riconfermò il titolo vincendo l'anno successivo contro Wilberforce Eaves. Josiah Ritchie riesce finalmente a vincere nel 1907 battendo in finale proprio Lawrence Doherty (8–6, 7–5, 8–6). Nel 1908 appare nell'albo d'oro Anthony Wilding che dominerà il tennis mondiale fino allo scoppio della prima guerra mondiale dove morirà come soldato. Nel 1909 è l'americano Fred Alexander a vincere il torneo. L'anno successivo vinse Max Décugis, plurivincitore dei Campionati francesi di tennis. Nel 1911 è ancora Wilding a trionfare. Anthony manterrà il titolo per quattro anni consecutivi battendo in finale Max Décugis, C. Moore, Felix Poulin e Gordon Lowe. Dal 1915 al 1919 il torneo non venne disputato a causa dello scoppio della prima guerra mondiale. Alla ripresa nel torneo fu il rumeno Nicholas Mishu a vincere battendo in finale Max Décugis per 6–2, 6–0.
Nel biennio 1920-1921 si ha la doppietta di Gordon Lowe. Nel 1922 è l'italiano Giovanni Balbi di Robecco a vincere sul francese Alain Gerbault. Gordon Lowe si riprende il titolo nel 1923. L'anno successivo a succedergli è il connazionale Leighton Crawford. Nel 1925 per la prima volta nella storia il torneo non viene completato. Nel 1926 e nel 1927 a vincere è l'ungherese Bela Von Kehrling vittorioso su Charles Kingsley ed Erik Worm. Nell'edizione successiva a vincere è uno dei quattro moschettieri: il francese Henri Cochet che bissa il successo l'anno dopo contro Uberto de Morpurgo. Il 1930 vede la vittoria di Bill Tilden su Bunny Austin. Nei tre anni successivi George Rogers arriva sempre in finale ma le perde tutte. A vincere nel 1931 è ancora il moschettiere Henri Cochet. Nel 1932 vince Roderick Menzel. L'anno successivo è la volta di Bunny Austin che concede il bis nell'edizione successiva. Giovanni Palmieri vince nel 1935 battendo in finale Bunny Austin per 6–1, 6–1, 7–5. Nel 1936-1937 si registra un'altra doppietta stavolta a realizzarla è il tedesco Gottfried von Cramm. Nel 1938 vince Ferenc Puncec vittorioso su Christian Boussus che aveva perso anche la finale dell'anno precedente. L'ultima edizione prima dello scoppio della seconda guerra mondiale vede trionfare il francese Pierre Pellizza sul connazionale Yvon Petra.

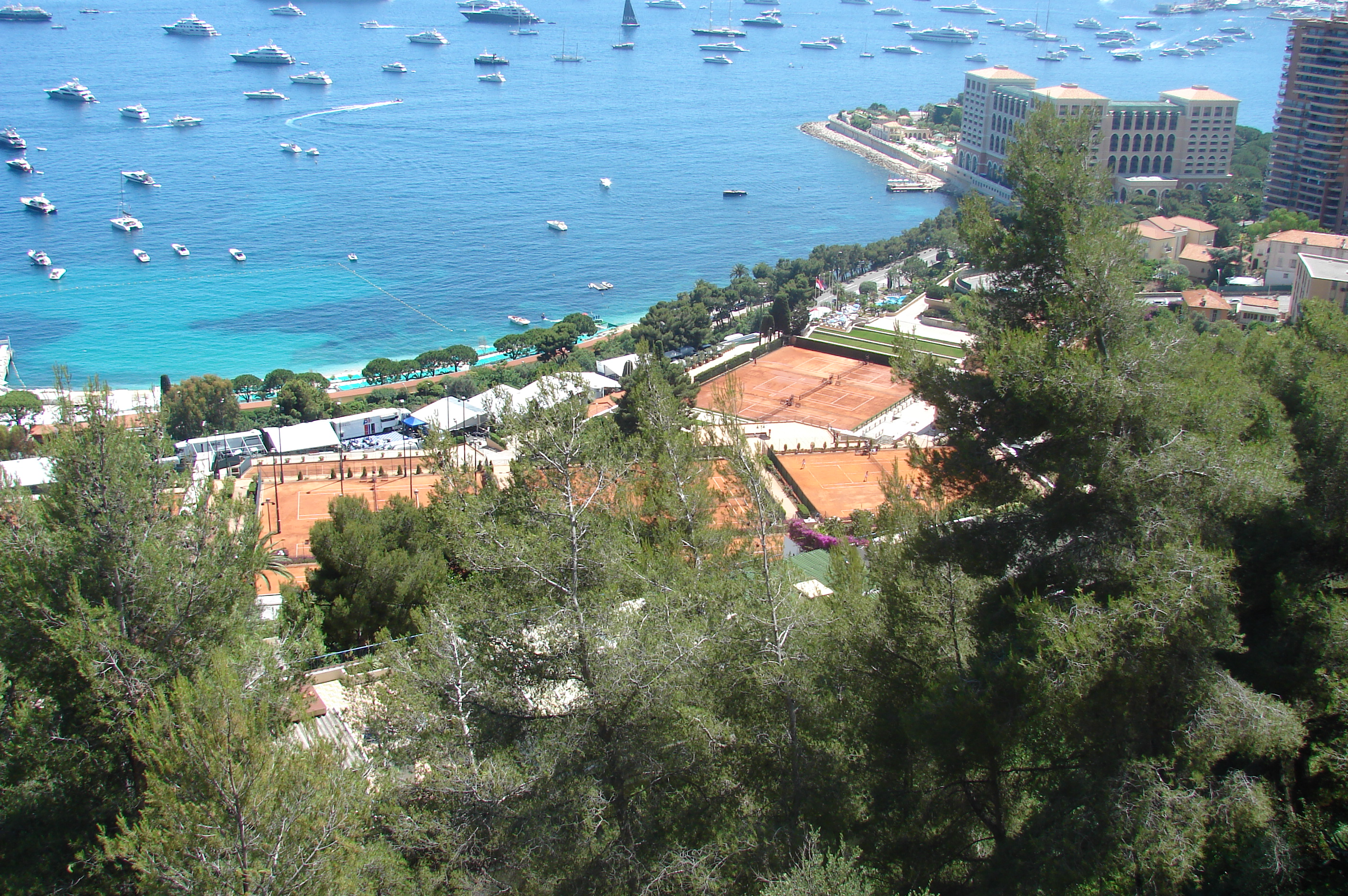
I campi del Monte Carlo Country Club

Alla ripresa del torneo nel 1946 si ripete la finale dell'ultima edizione che viene vinta ancora da Pellizza per 6–3, 6–2, 4–6, 6–3. Il 1947 è la volta di Lennart Bergelin che batte in finale Budge Patty per 6–3, 6–8, 1–6, 6–2, 8–6. Nel 1948 a trionfare è József Asbóth sull'italiano Giovanni Cucelli. L'anno successivo vince l'americano Frank Parker. Nel 1950 a trionfare è Jaroslav Drobný vincitore su Bill Talbert per 6–4, 6–4, 6–1. Un altro americano vince nel 1951: è Straight Clark a sollevare per la prima volta la coppa. Nel 1952 si ha la vittoria di Frank Sedgman che vince su Jaroslav Drobný per 7–5, 6–2, 5–7, 6–1. Dal 1953 al 1963 a figurare nell'albo d'oro sono tennisti che non hanno avuto un grande successo nella loro carriera tra questi ci sono: Wladyslaw Skonecki, Lorne Main, Hugh Stewart, Jacky Brichant e il due volte campione Robert Haillet. Bisogna attendere il 1960 perché un tennista vincitore di Slam riesca a vincere a Monte-Carlo. Infatti in quell'anno a vincere è Andrés Gimeno che batte Mike Davies per 8–6, 6–3, 6–4. Il 1961 è la volta di Nicola Pietrangeli che batte in finale in cinque set Pierre Darmon. Quest'ultimo si rifarà nei due anni successivi vincendo il titolo. Nel 1964 vince l'australiano Martin Mulligan che batte in finale lo svedese Jan-Erik Lundquist che aveva perso già l'atto conclusivo nell'edizione precedente. Nel '65 a trionfare è István Gulyás. A succedergli è Manuel Santana che nel 1966 avrebbe vinto anche il Torneo di Wimbledon. Nel 1967 e nel 1968 vince l'italiano Nicola Pietrangeli.
In età amatoriale si disputava anche il torneo femminile, poi assorbito dal torneo WTA Monte Carlo.

### Era Open
Il torneo diviene "Open" a partire dal 1969. Prima del dominio di Ilie Năstase si registrano le vittorie di Tom Okker e Željko Franulović. Il rumeno Nastase vincerà per tre edizioni consecutive dal 1971 al 1973. A succedergli è il rhodesiano Andrew Pattison che batte in finale Nastase per 5–7, 6–3, 6–4. Nel 1975 vince Manuel Orantes e nel 1976 Guillermo Vilas, prima dell'avvento del campione svedese Björn Borg: egli vince il torneo nel 1977, nel 1979 e nel 1980 perdendo solo nel 1978. Nel 1981 la finale tra Jimmy Connors e Guillermo Vilas viene interrotta per pioggia sul 5–5 e non viene più ripresa. Vilas vincerà poi nel 1982 in finale contro Ivan Lendl. Nel 1983 è un altro svedese a vincere: si tratta di Mats Wilander che sconfigge in finale Mel Purcell per 6–1, 6–2, 6–3. Nel 1984 vince Henrik Sundström, anch'egli svedese. Nel 1985 Ivan Lendl è l'unico a contrapporsi al dominio scandinavo che riprenderà nel 1986 con un altro interprete: Joakim Nyström. L'anno successivo Mats Wilander rivincerà il titolo a scapito di Jimmy Arias. Ivan Lendl rivince nel 1988.

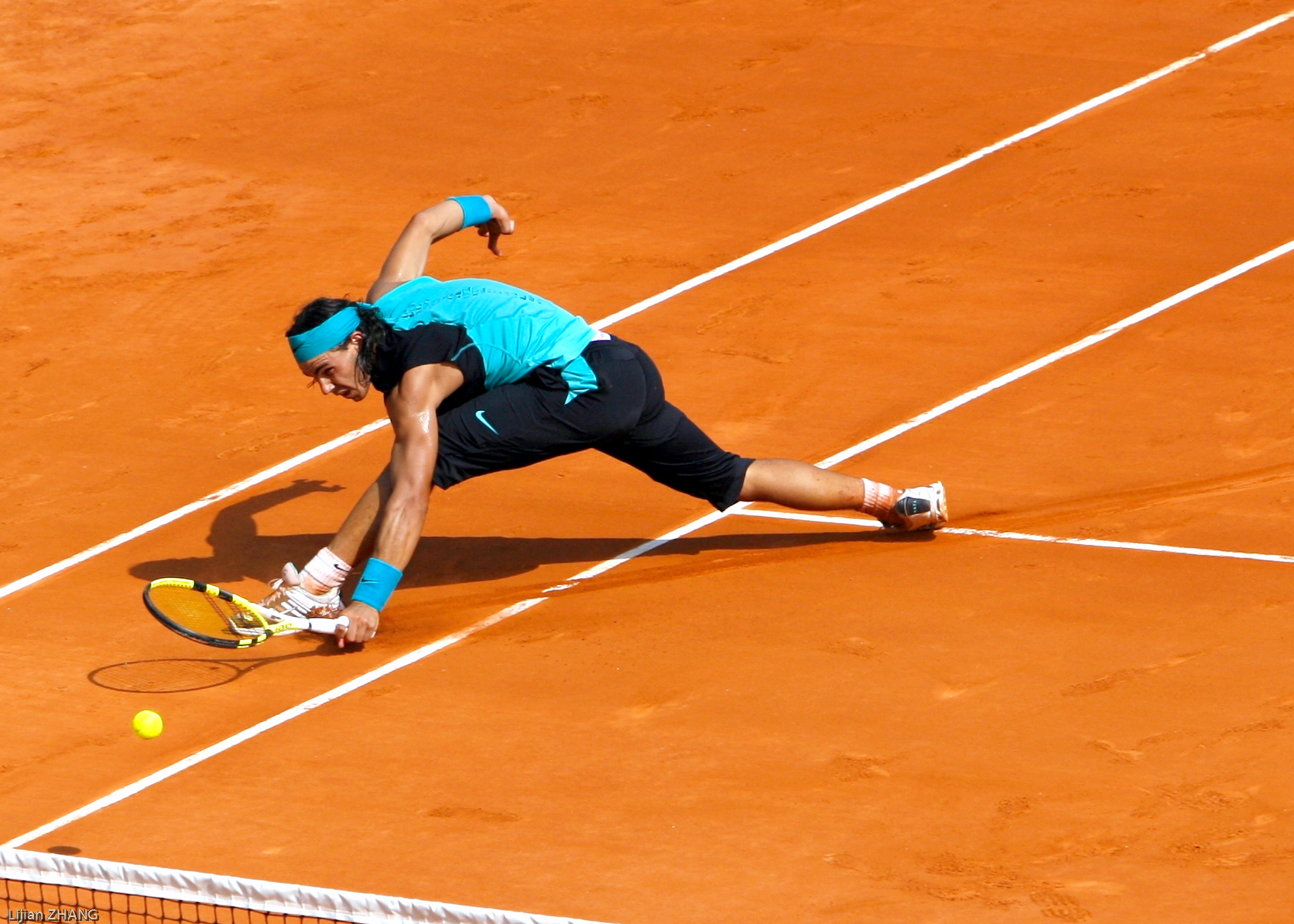
Nadal durante la finale vinta contro Federer al Monte Carlo Masters 2007, che gli valse il terzo titolo al Principato

Gli anni novanta sono caratterizzate dalle vittorie degli specialisti della Terra rossa come l'austriaco Thomas Muster vincitore per tre volte del torneo di Sergi Bruguera, Marcelo Ríos, Carlos Moyá e Gustavo Kuerten (due volte vittorioso). Nel 2002 e nel 2003 vince Juan Carlos Ferrero. A succedergli è l'argentino Guillermo Coria. Nel 2005 inizia il dominio di Rafael Nadal che vincerà il torneo per otto volte consecutive stabilendo un record assoluto per il mondo del tennis. A contendergli il titolo sono stati Guillermo Coria, Roger Federer per tre volte consecutive, Novak Đoković i connazionali Fernando Verdasco e David Ferrer. Nadal perde la finale del 2013 dove viene sconfitto da Ðokovic, che bisserà la vittoria nel 2015 ai danni di Tomáš Berdych. Il 2014 è l'anno della sorpresa di Stan Wawrinka che in quell'anno aveva vinto anche gli Australian Open, che sconfigge in finale il più titolato connazionale Roger Federer per 4–6, 7–6(5), 6–2. Il 2016 vedrà il ritorno alla vittoria di Rafael Nadal, che ottiene il suo nono trofeo monegasco battendo Gaël Monfils in tre set. L'anno successivo è nuovamente il maiorchino ad alzare per la decima volta il trofeo, battendo il connazionale Albert Ramos Viñolas per 6–1, 6–3. Nel 2018 è ancora Nadal a vincere il torneo, per la terza volta consecutiva, sconfiggendo in finale il giapponese Kei Nishikori in due set, con il punteggio di 6–3, 6–2. Nel 2019 arriva in finale a sorpresa Fabio Fognini che vince il titolo battendo Dušan Lajović con il punteggio di 6–3, 6–4. L'edizione del 2020 non viene disputata a causa della pandemia di COVID-19. Nel 2021 il torneo è vinto da Stefanos Tsitsipas, che si aggiudica il suo primo titolo al Principato battendo Andrej Rublev in finale in due set. Nel 2022 il greco bissa il successo dell'anno precedente, alzando il trofeo dopo aver battuto la rivelazione del torneo Alejandro Davidovich Fokina. Nel 2023 vince Rublev su Holger Rune. Nell'edizione successiva, è ancora una volta Tsitsipas ad aggiudicarsi il Masters, battendo Casper Ruud; in seguito a questa vittoria, il tennista greco diventa il quarto tennista a vincere per almeno tre volte il torneo del Principato, insieme a Rafael Nadal (11 vittorie), Bjorn Borg (3), Thomas Muster (3) e Ilie Nastase (3).

## Albo d'oro maschile

### Singolare
| Anno       | Vincitore                                           | Finalista                                           | Punteggio                                           |
| ---------- | --------------------------------------------------- | --------------------------------------------------- | --------------------------------------------------- |
| 1896       | George Hillyard                                     | Victor Voss                                         | 6–3, 6–2, 6–3                                       |
| 1897       | Reggie Doherty                                      | Conway W. Blackwood Price                           | 6–2, 6–1, 6–2                                       |
| 1898       | Reggie Doherty                                      | Graf Victor Voss                                    | 4–6, 6–3, 6–3, 4–0 rit.                             |
| 1899       | Reggie Doherty                                      | Graf Victor Voss                                    | 6–2, rit.                                           |
| 1900       | Laurence Doherty                                    | Regno Unito (bandiera)                              |                                                     |
| 1901       | Laurence Doherty                                    | Wilberforce Eaves                                   | 6–2, 5–7, 6–1                                       |
| 1902       | Reggie Doherty                                      | George Hillyard                                     | 6–4, 6–4, 6–3                                       |
| 1903       | Reggie Doherty                                      | Frank Riseley                                       | 6–1, 14–16, ritirato                                |
| 1904       | Reggie Doherty                                      | Josiah Ritchie                                      | 6–1, 7–5, 3–6, 7–5                                  |
| 1905       | Laurence Doherty                                    | Josiah Ritchie                                      | 6–4, 8–6, 6–4                                       |
| 1906       | Laurence Doherty                                    | Wilberforce Eaves                                   | 6–3, 11–9                                           |
| 1907       | Josiah Ritchie                                      | Laurence Doherty                                    | 8–6, 7–5, 8–6                                       |
| 1908       | Anthony Wilding                                     | Wilberforce Eaves                                   | 6–3, 2–6, 6–3, 4–6, 6–0                             |
| 1909       | Fred Alexander                                      | Laurence Doherty                                    | 7–5, 6–4, 6–1                                       |
| 1910       | Max Décugis                                         | Josiah Ritchie                                      | 6–3, 6–0, 6–0                                       |
| 1911       | Anthony Wilding                                     | Max Décugis                                         | 5–7, 1–6, 6–3, 6–0, 6–1                             |
| 1912       | Anthony Wilding                                     | C. Moore                                            | 6–3, 6–0, 6–0                                       |
| 1913       | Anthony Wilding                                     | Felix Poulin                                        | 6–0, 6–2, 6–1                                       |
| 1914       | Anthony Wilding                                     | Gordon Lowe                                         | 6–2, 6–3, 6–2                                       |
| 1915- 1918 | Non disputato a causa della prima guerra mondiale   | Non disputato a causa della prima guerra mondiale   | Non disputato a causa della prima guerra mondiale   |
| 1919       | Nicholas Mishu                                      | Max Décugis                                         | 6–2, 6–0                                            |
| 1920       | Gordon Lowe                                         | Josiah Ritchie                                      | 7–5, 6–2                                            |
| 1921       | Gordon Lowe                                         | Algernon Kingscote                                  | 6–1, 0–6, 6–4, 6–2                                  |
| 1922       | Giovanni Balbi di Robecco                           | Alain Gerbault                                      | 6–1, 6–4, 6–3                                       |
| 1923       | Gordon Lowe                                         | Leighton Crawford                                   | 6–2, 6–4, 6–4                                       |
| 1924       | Leighton Crawford                                   | Leonce Aslangul                                     | 6–4, 3–6, 6–2                                       |
| 1925       | Non disputato per problemi organizzativi            | Non disputato per problemi organizzativi            | Non disputato per problemi organizzativi            |
| 1926       | Bela Von Kehrling                                   | Charles Kingsley                                    | 6–4, 6–1, 6–3                                       |
| 1927       | Bela Von Kehrling                                   | Erik Worm                                           | walkover                                            |
| 1928       | Henri Cochet                                        | Bela Von Kehrling                                   | 3–6, 2–6, 6–3, 6–3, 6–2                             |
| 1929       | Henri Cochet                                        | Uberto de Morpurgo                                  | 8–6, 6–4, 6–4                                       |
| 1930       | Bill Tilden                                         | Bunny Austin                                        | 6–4, 6–4, 6–1                                       |
| 1931       | Henri Cochet                                        | George Rogers                                       | 7–5, 6–2, 6–4                                       |
| 1932       | Roderick Menzel                                     | George Rogers                                       | 6–4, 7–5, 6–2                                       |
| 1933       | Bunny Austin                                        | George Rogers                                       | 11–9, 6–3, 7–5                                      |
| 1934       | Bunny Austin                                        | Giorgio De Stefani                                  | 6–1, 8–6, 6–4                                       |
| 1935       | Giovanni Palmieri                                   | Bunny Austin                                        | 6–1, 6–1, 7–5                                       |
| 1936       | Gottfried von Cramm                                 | Henner Henkel                                       | 4–6, 4–6, 7–5, 6–4, 7–5                             |
| 1937       | Gottfried von Cramm                                 | Christian Boussus                                   | 6–2, 3–6, 6–2, 2–6, 6–2                             |
| 1938       | Ferenc Puncec                                       | Christian Boussus                                   | 6–0, 6–1, 6–1                                       |
| 1939       | Pierre Pellizza                                     | Yvon Petra                                          | 6–8, 6–3, 6–4, 6–2                                  |
| 1940- 1945 | Non disputato a causa della seconda guerra mondiale | Non disputato a causa della seconda guerra mondiale | Non disputato a causa della seconda guerra mondiale |
| 1946       | Pierre Pellizza                                     | Yvon Petra                                          | 6–3, 6–2, 4–6, 6–3                                  |
| 1947       | Lennart Bergelin                                    | Budge Patty                                         | 6–3, 6–8, 1–6, 6–2, 8–6                             |
| 1948       | József Asbóth                                       | Giovanni Cucelli                                    | 6–3, 6–2, 5–7, 6–2                                  |
| 1949       | Frank Parker                                        | Giovanni Cucelli                                    | 2–6, 6–3, 6–0, 6–4                                  |
| 1950       | Jaroslav Drobný                                     | Bill Talbert                                        | 6–4, 6–4, 6–1                                       |
| 1951       | Straight Clark                                      | Fred Kovaleski                                      | 1–6, 6–4, 6–4, 1–6, 10–8                            |
| 1952       | Frank Sedgman                                       | Jaroslav Drobný                                     | 7–5, 6–2, 5–7, 6–1                                  |
| 1953       | Wladyslaw Skonecki                                  | Jaroslav Drobný                                     | 6–3, 6–4, 11–9                                      |
| 1954       | Lorne Main                                          | Tony Vincent                                        | 9–7, 3–6, 7–5, 6–4                                  |
| 1955       | Wladyslaw Skonecki                                  | Budge Patty                                         | 6–4, 6–2, 8–6                                       |
| 1956       | Hugh Stewart                                        | Tony Vincent                                        | 1–6, 8–6, 6–0, 6–2                                  |
| 1957       | Jacky Brichant                                      | Paul Remy                                           | 3–6, 5–5 ab.                                        |
| 1958       | Robert Haillet                                      | Jaroslav Drobný                                     | 6–4, 6–4, 6–3                                       |
| 1959       | Robert Haillet                                      | Budge Patty                                         | 9–7, 6–3, 4–6, 6–3                                  |
| 1960       | Andrés Gimeno                                       | Mike Davies                                         | 8–6, 6–3, 6–4                                       |
| 1961       | Nicola Pietrangeli                                  | Pierre Darmon                                       | 6–4, 1–6, 6–3, 6–3                                  |
| 1962       | Pierre Darmon                                       | Boro Jovanović                                      | 6–2, 6–1, 6–3                                       |
| 1963       | Pierre Darmon                                       | Jan-Erik Lundqvist                                  | 6–2, 2–6, 6–1, 5–7, 6–4                             |
| 1964       | Martin Mulligan                                     | Jan-Erik Lundqvist                                  | 6–4, 6–4                                            |
| 1965       | István Gulyás                                       | Jiří Javorský                                       | 6–3, 7–9, 8–6, 6–4                                  |
| 1966       | Manuel Santana                                      | Nicola Pietrangeli                                  | 8–6, 4–6, 6–4, 6–1                                  |
| 1967       | Nicola Pietrangeli                                  | Martin Mulligan                                     | 6–3, 3–6, 6–3, 6–1                                  |
| 1968       | Nicola Pietrangeli                                  | Alex Metreveli                                      | 6–2, 6–2                                            |
| 1969       | Tom Okker                                           | John Newcombe                                       | 8–10, 6–1, 7–5, 6–3                                 |
| 1970       | Željko Franulović                                   | Manuel Orantes                                      | 6–4, 6–3, 6–3                                       |
| 1971       | Ilie Năstase                                        | Tom Okker                                           | 3–6, 8–6, 6–1, 6–1                                  |
| 1972       | Ilie Năstase                                        | František Pála                                      | 6–1, 6–0, 6–3                                       |
| 1973       | Ilie Năstase                                        | Björn Borg                                          | 6–4, 6–1, 6–2                                       |
| 1974       | Andrew Pattison                                     | Ilie Năstase                                        | 5–7, 6–3, 6–4                                       |
| 1975       | Manuel Orantes                                      | Bob Hewitt                                          | 6–2, 6–4                                            |
| 1976       | Guillermo Vilas                                     | Wojciech Fibak                                      | 6–1, 6–1, 6–4                                       |
| 1977       | Björn Borg                                          | Corrado Barazzutti                                  | 6–3, 7–5, 6–0                                       |
| 1978       | Raúl Ramírez                                        | Tomáš Šmíd                                          | 6–3, 6–3, 6–4                                       |
| 1979       | Björn Borg                                          | Vitas Gerulaitis                                    | 6–2, 6–1, 6–3                                       |
| 1980       | Björn Borg                                          | Guillermo Vilas                                     | 6–1, 6–0, 6–2                                       |
| 1981       | Titolo non assegnato                                | Jimmy Connors Guillermo Vilas                       | 5–5 (annullata per pioggia)                         |
| 1982       | Guillermo Vilas                                     | Ivan Lendl                                          | 6–1, 7–6, 6–3                                       |
| 1983       | Mats Wilander                                       | Mel Purcell                                         | 6–1, 6–2, 6–3                                       |
| 1984       | Henrik Sundström                                    | Mats Wilander                                       | 6–3, 7–5, 6–2                                       |
| 1985       | Ivan Lendl                                          | Mats Wilander                                       | 6–1, 6–3, 4–6, 6–4                                  |
| 1986       | Joakim Nyström                                      | Yannick Noah                                        | 6–3, 6–2                                            |
| 1987       | Mats Wilander                                       | Jimmy Arias                                         | 4–6, 7–5, 6–1, 6–3                                  |
| 1988       | Ivan Lendl                                          | Martín Jaite                                        | 5–7, 6–4, 7–5, 6–3                                  |
| 1989       | Alberto Mancini                                     | Boris Becker                                        | 7–5, 2–6, 7–6, 7–5                                  |
| 1990       | Andrej Česnokov                                     | Thomas Muster                                       | 7–5, 6–3, 6–3                                       |
| 1991       | Sergi Bruguera                                      | Boris Becker                                        | 5–7, 6–4, 7–6(6), 7–6(4)                            |
| 1992       | Thomas Muster                                       | Aaron Krickstein                                    | 6–3, 6–1, 6–3                                       |
| 1993       | Sergi Bruguera                                      | Cédric Pioline                                      | 7–6(2), 6–0                                         |
| 1994       | Andrij Medvedjev                                    | Sergi Bruguera                                      | 7–5, 6–1, 6–3                                       |
| 1995       | Thomas Muster                                       | Boris Becker                                        | 4–6, 5–7, 6–1, 7–6(6), 6–0                          |
| 1996       | Thomas Muster                                       | Albert Costa                                        | 6–3, 5–7, 4–6, 6–3, 6–2                             |
| 1997       | Marcelo Ríos                                        | Àlex Corretja                                       | 6–4, 6–3, 6–3                                       |
| 1998       | Carlos Moyá                                         | Cédric Pioline                                      | 6–3, 6–0, 7–5                                       |
| 1999       | Gustavo Kuerten                                     | Marcelo Ríos                                        | 6–4, 2–1 ritirato                                   |
| 2000       | Cédric Pioline                                      | Dominik Hrbatý                                      | 6–4, 7–6(3), 7–6(6)                                 |
| 2001       | Gustavo Kuerten                                     | Hicham Arazi                                        | 6–3, 6–2, 6–4                                       |
| 2002       | Juan Carlos Ferrero                                 | Carlos Moyá                                         | 7–5, 6–3, 6–4                                       |
| 2003       | Juan Carlos Ferrero                                 | Guillermo Coria                                     | 6–2, 6–2                                            |
| 2004       | Guillermo Coria                                     | Rainer Schüttler                                    | 6–2, 6–1, 6–3                                       |
| 2005       | Rafael Nadal                                        | Guillermo Coria                                     | 6–3, 6–1, 0–6, 7–5                                  |
| 2006       | Rafael Nadal                                        | Roger Federer                                       | 6–2, 6(2)–7, 6–3, 7–6(5)                            |
| 2007       | Rafael Nadal                                        | Roger Federer                                       | 6–4, 6–4                                            |
| 2008       | Rafael Nadal                                        | Roger Federer                                       | 7–5, 7–5                                            |
| 2009       | Rafael Nadal                                        | Novak Đoković                                       | 6–3, 2–6, 6–1                                       |
| 2010       | Rafael Nadal                                        | Fernando Verdasco                                   | 6–0, 6–1                                            |
| 2011       | Rafael Nadal                                        | David Ferrer                                        | 6–4, 7–5                                            |
| 2012       | Rafael Nadal                                        | Novak Đoković                                       | 6–3, 6–1                                            |
| 2013       | Novak Đoković                                       | Rafael Nadal                                        | 6–2, 7–6(1)                                         |
| 2014       | Stan Wawrinka                                       | Roger Federer                                       | 4–6, 7–6(5), 6–2                                    |
| 2015       | Novak Đoković                                       | Tomáš Berdych                                       | 7–5, 4–6, 6–3                                       |
| 2016       | Rafael Nadal                                        | Gaël Monfils                                        | 7–5, 5–7, 6–0                                       |
| 2017       | Rafael Nadal                                        | Albert Ramos Viñolas                                | 6–1, 6–3                                            |
| 2018       | Rafael Nadal                                        | Kei Nishikori                                       | 6–3, 6–2                                            |
| 2019       | Fabio Fognini                                       | Dušan Lajović                                       | 6–3, 6–4                                            |
| 2020       | Annullato per pandemia di Coronavirus               | Annullato per pandemia di Coronavirus               | Annullato per pandemia di Coronavirus               |
| 2021       | Stefanos Tsitsipas                                  | Andrej Rublëv                                       | 6–3, 6–3                                            |
| 2022       | Stefanos Tsitsipas                                  | Alejandro Davidovich Fokina                         | 6–3, 7–6(3)                                         |
| 2023       | Andrej Rublëv                                       | Holger Rune                                         | 5–7, 6–2, 7–5                                       |
| 2024       | Stefanos Tsitsipas                                  | Casper Ruud                                         | 6–1, 6–4                                            |
| 2025       | Carlos Alcaraz                                      | Lorenzo Musetti                                     | 3–6, 6–1, 6–0                                       |

### Doppio
| Anno | Vincitore                             | Finalista                               | Punteggio                             |
| ---- | ------------------------------------- | --------------------------------------- | ------------------------------------- |
| 1908 | Anthony Wilding Josiah George Ritchie |                                         |                                       |
| 1929 | Uberto de Morpurgo Béla von Kehrling  | Erik Worm René Gallepe                  | 7–5, 6–3, 2–6, 7–9, 6–1               |
| 1930 | Uberto de Morpurgo Wilbur Coen        | George Lyttleton-Rogers Tamino Abe      | 6–2, 3–6, 6–4, 6–4                    |
| 1931 | Béla von Kehrling Hermann Artens      | Erik Worm Brame Hillyard                | 6–4, 7–5, 6–2                         |
| 1933 | André Martin-Legeay Roland Journu     | Christian Boussus Jean Lesueur          |                                       |
| 1935 | Wilmer Hines Julien Gillet            | Harry Hopman Marcel Bernard             | 2–6, 8–6, 7–5, 1–6, 6–4               |
| 1950 | Tony Trabert Bill Talbert             | Jaroslav Drobný Vladimír Černík         | 3–6, 6–4, 4–6, 6–1, 7–5               |
| 1952 | Frank Sedgman Grant Golden            | Jacques Thomas Robert Abdesselam        | 6–1, 6–3, 6–1                         |
| 1953 | Bernard Bartzen Philippe Washer       | Budge Patty Jean-Noël Grinda            | 6–4, 3–6, 6–1                         |
| 1954 | Gianni Cucelli Marcello Del Bello     | Lorne Main Robert Bérard                |                                       |
| 1961 | Bob Wilson Allan Mills                | Boro Jovanović Nikola Pilić             | 6–4, 6–4, 6–4                         |
| 1963 | Alberto Arilla José Luis Arilla       | Nicola Pietrangeli Sergio Tacchini      | 11–9, 6–4, 4–6, 6–4                   |
| 1964 | Martin Mulligan Fred Stolle           | Pierre Darmon Jean-Noël Grinda          | 6–3, 6–4, 9–7                         |
| 1965 | Bob Carmichael Ken Fletcher           | José Luis Arilla Juan Manuel Couder     | 6–1, 6–4, 6–4                         |
| 1966 | Bob Carmichael Ken Fletcher           | Manuel Santana Juan Manuel Couder       | 5–7, 6–4, 6–3, 6–3                    |
| 1967 | Milan Holeček Jan Kukal               | Bern Weinman Hans-Joachim Plötz         | 4–6, 6–1, 6–1, 6–4                    |
| 1968 | Sergej Lichačëv Alex Metreveli        | Patrice Beust Daniel Contet             | 5–7, 9–7, 6–4, 5–7, 7–5               |
| 1969 | Owen Davidson John Newcombe           | Pancho Gonzales Dennis Ralston          | 7–5, 11–13, 6–2, 6–1                  |
| 1970 | Marty Riessen Roger Taylor            | Pierre Barthes Nikola Pilić             | 6–3, 6–4, 6–2                         |
| 1971 | Ilie Năstase Ion Țiriac               | Tom Okker Roger Taylor                  | 1–6, 6–3, 6–3, 8–6                    |
| 1972 | Patrice Beust Daniel Contet           | Jiří Hřebec František Pála              | 3–6, 6–1, 12–10, 6–2                  |
| 1973 | Juan Gisbert Sr. Ilie Năstase         | Georges Goven Patrick Proisy            | 6–2, 6–2, 6–2                         |
| 1974 | John Alexander Phil Dent              | Manuel Orantes Tony Roche               | 7–6, 4–6, 7–6, 6–3                    |
| 1975 | Bob Hewitt Frew McMillan              | Arthur Ashe Tom Okker                   | 6–3, 6–2                              |
| 1976 | Wojciech Fibak Karl Meiler            | Björn Borg Guillermo Vilas              | 7–6, 6–1                              |
| 1977 | François Jauffret Jan Kodeš           | Wojciech Fibak Tom Okker                | 2–6, 6–3, 6–2                         |
| 1978 | Peter Fleming Tomáš Šmíd              | Jaime Fillol Ilie Năstase               | 6–4, 7–5                              |
| 1979 | Ilie Năstase Raúl Ramírez             | Víctor Pecci Balázs Taróczy             | 6–3, 6–4                              |
| 1980 | Paolo Bertolucci Adriano Panatta      | Vitas Gerulaitis John McEnroe           | 6–2, 5–7, 6–4                         |
| 1981 | Heinz Günthardt Markus Günthardt      | Pavel Složil Tomáš Šmíd                 | 6–3, 6–3                              |
| 1982 | Peter McNamara Paul McNamee           | Mark Edmondson Sherwood Stewart         | 6–7, 7–6, 6–3                         |
| 1983 | Heinz Günthardt Balázs Taróczy        | Henri Leconte Yannick Noah              | 6–2, 6–4                              |
| 1984 | Mark Edmondson Sherwood Stewart       | Jan Gunnarsson Mats Wilander            | 6–2, 6–1                              |
| 1985 | Pavel Složil Tomáš Šmíd               | Shlomo Glickstein Shahar Perkiss        | 6–2, 6–3                              |
| 1986 | Guy Forget Yannick Noah               | Joakim Nyström Mats Wilander            | 6–4, 3–6, 6–4                         |
| 1987 | Hans Gildemeister Andrés Gómez        | Mansour Bahrami Michael Mortensen       | 6–2, 6–4                              |
| 1988 | Sergio Casal Emilio Sánchez           | Henri Leconte Ivan Lendl                | 6–1, 6–3                              |
| 1989 | Tomáš Šmíd Mark Woodforde             | Paolo Canè Diego Nargiso                | 1–6, 6–4, 6–2                         |
| 1990 | Petr Korda Tomáš Šmíd                 | Andrés Gómez Javier Sánchez             | 6–4, 7–6                              |
| 1991 | Luke Jensen Laurie Warder             | Paul Haarhuis Mark Koevermans           | 5–7, 7–6(3), 6–4                      |
| 1992 | Boris Becker Michael Stich            | Petr Korda Karel Nováček                | 6–4, 6–4                              |
| 1993 | Stefan Edberg Petr Korda              | Paul Haarhuis Mark Koevermans           | 3–6, 6–2, 7–6                         |
| 1994 | Nicklas Kulti Magnus Larsson          | Evgenij Kafel'nikov Daniel Vacek        | 3–6, 7–6, 6–4                         |
| 1995 | Jacco Eltingh Paul Haarhuis           | Luis Lobo Javier Sánchez                | 6–3, 6–4                              |
| 1996 | Ellis Ferreira Jan Siemerink          | Jonas Björkman Nicklas Kulti            | 2–6, 6–3, 6–2                         |
| 1997 | Donald Johnson Francisco Montana      | Jacco Eltingh Paul Haarhuis             | 7–6, 2–6, 7–6                         |
| 1998 | Jacco Eltingh Paul Haarhuis           | Todd Woodbridge Mark Woodforde          | 6–4, 6–2                              |
| 1999 | Olivier Delaître Tim Henman           | Jiří Novák David Rikl                   | 6–2, 6–3                              |
| 2000 | Wayne Ferreira Evgenij Kafel'nikov    | Paul Haarhuis Sandon Stolle             | 6–3, 2–6, 6–1                         |
| 2001 | Jonas Björkman Todd Woodbridge        | Joshua Eagle Andrew Florent             | 3–6, 6–4, 6–2                         |
| 2002 | Jonas Björkman Todd Woodbridge        | Paul Haarhuis Evgenij Kafel'nikov       | 6–3, 3–6, [10–7]                      |
| 2003 | Mahesh Bhupathi Maks Mirny            | Michaël Llodra Fabrice Santoro          | 6–4, 3–6, 7–6(6)                      |
| 2004 | Tim Henman Nenad Zimonjić             | Gastón Etlis Martín Rodríguez           | 7–5, 6–2                              |
| 2005 | Leander Paes Nenad Zimonjić           | Bob Bryan Mike Bryan                    | walkover                              |
| 2006 | Jonas Björkman Maks Mirny             | Fabrice Santoro Nenad Zimonjić          | 6–2, 7–6(2)                           |
| 2007 | Bob Bryan Mike Bryan                  | Julien Benneteau Richard Gasquet        | 6–2, 6–1                              |
| 2008 | Rafael Nadal Tommy Robredo            | Mahesh Bhupathi Mark Knowles            | 6–3, 6–3                              |
| 2009 | Daniel Nestor Nenad Zimonjić          | Bob Bryan Mike Bryan                    | 6–1, 6–4                              |
| 2010 | Daniel Nestor Nenad Zimonjić          | Mahesh Bhupathi Maks Mirny              | 6–3, 2–0 rit.                         |
| 2011 | Bob Bryan Mike Bryan                  | Juan Ignacio Chela Bruno Soares         | 6–3, 6–2                              |
| 2012 | Bob Bryan Mike Bryan                  | Maks Mirny Daniel Nestor                | 6–2, 6–3                              |
| 2013 | Julien Benneteau Nenad Zimonjić       | Bob Bryan Mike Bryan                    | 4–6, 7–6(4), [14–12]                  |
| 2014 | Bob Bryan Mike Bryan                  | Ivan Dodig Marcelo Melo                 | 6–3, 3–6, [10–8]                      |
| 2015 | Bob Bryan Mike Bryan                  | Simone Bolelli Fabio Fognini            | 7–6(3), 6–1                           |
| 2016 | Pierre-Hugues Herbert Nicolas Mahut   | Jamie Murray Bruno Soares               | 4–6, 6–0, [10–6]                      |
| 2017 | Rohan Bopanna Pablo Cuevas            | Feliciano López Marc López              | 6–3, 3–6, [10–4]                      |
| 2018 | Bob Bryan Mike Bryan                  | Oliver Marach Mate Pavić                | 7–6(5), 6–3                           |
| 2019 | Nikola Mektić Franko Škugor           | Robin Haase Wesley Koolhof              | 6(3)–7, 7–6(3), [11–9]                |
| 2020 | Annullato per pandemia di Coronavirus | Annullato per pandemia di Coronavirus   | Annullato per pandemia di Coronavirus |
| 2021 | Nikola Mektić Mate Pavić              | Daniel Evans Neal Skupski               | 6–3, 4–6, [10–7]                      |
| 2022 | Rajeev Ram Joe Salisbury              | Juan Sebastián Cabal Robert Farah       | 6–4, 3–6, [10–7]                      |
| 2023 | Ivan Dodig Austin Krajicek            | Romain Arneodo Tristan-Samuel Weissborn | 6–0, 4–6, [14–12]                     |
| 2024 | Sander Gillé Joran Vliegen            | Marcelo Melo Alexander Zverev           | 5–7, 6–3, [10–5]                      |
| 2025 | Romain Arneodo Manuel Guinard         | Lloyd Glasspool Julian Cash             | 6–1, 7–6(8), [10–8]                   |

## Record

### Vittorie

#### Maggior numero di titoli in singolare
Di seguito i tennisti vincitori di almeno tre edizioni del torneo in singolare.
| Tennista           | Vittorie | Edizioni                                                         |
| ------------------ | -------- | ---------------------------------------------------------------- |
| Rafael Nadal       | 11       | 2005, 2006, 2007, 2008, 2009, 2010, 2011, 2012, 2016, 2017, 2018 |
| Reggie Doherty     | 6        | 1897, 1898, 1899, 1902, 1903, 1904                               |
| Anthony Wilding    | 5        | 1908, 1911, 1912, 1913, 1914                                     |
| Laurence Doherty   | 4        | 1900, 1901, 1905, 1906                                           |
| Gordon Lowe        | 3        | 1920, 1921, 1923                                                 |
| Henri Cochet       | 3        | 1928, 1929, 1931                                                 |
| Nicola Pietrangeli | 3        | 1961, 1967, 1968                                                 |
| Ilie Năstase       | 3        | 1971, 1972, 1973                                                 |
| Björn Borg         | 3        | 1977, 1979, 1980                                                 |
| Thomas Muster      | 3        | 1992, 1995, 1996                                                 |
| Stefanos Tsitsipas | 3        | 2021, 2022, 2024                                                 |

#### Maggior numero di titoli in doppio
Di seguito i tennisti vincitori di almeno tre edizioni del torneo in doppio.
| Tennista       | Vittorie | Edizioni                           |
| -------------- | -------- | ---------------------------------- |
| Bob Bryan      | 6        | 2007, 2011, 2012, 2014, 2015, 2018 |
| Mike Bryan     | 6        | 2007, 2011, 2012, 2014, 2015, 2018 |
| Nenad Zimonjić | 5        | 2004, 2005, 2009, 2010, 2013       |
| Tomáš Šmíd     | 4        | 1978, 1985, 1989, 1990             |

#### Maggior numero di titoli in totale
- Rafael Nadal: 12 titoli (11 nel singolare e 1 nel doppio)

#### Maggior numero di successi in singolare per nazionalità
- Spagna: 20 titoli
- Regno Unito: 17 titoli
- Francia: 11 titoli
- Svezia: 8 titoli
- Italia: 6 titoli

Le nazionali in corsivo nella tabella sono attualmente scomparse
| Pos. | Nazione         | Titoli | Edizioni |
| ---- | --------------- | ------ | --- |
| 1    | Spagna          | 20     | 1960, 1966, 1975, 1991, 1993, 1998, 2002, 2003, 2005, 2006, 2007, 2008, 2009, 2010, 2011, 2012, 2016, 2017, 2018, 2025 |
| 2    | Regno Unito     | 17     | 1897, 1898, 1899, 1900, 1901, 1902, 1903, 1904, 1905, 1906, 1907, 1920, 1921, 1923, 1924 1933, 1934                    |
| 3    | Francia         | 11     | 1910, 1928, 1929, 1931, 1939, 1946, 1958, 1959, 1962, 1963, 2000                                                       |
| 4    | Svezia          | 8      | 1947, 1977, 1979, 1980, 1983, 1984, 1986, 1987                                                                         |
| 5    | Italia          | 6      | 1922, 1935, 1961, 1967, 1968, 2019                                                                                     |
| 6    | Nuova Zelanda   | 5      | 1908, 1911, 1912, 1913, 1914                                                                                           |
| 6    | Stati Uniti     | 5      | 1909, 1930, 1949, 1951, 1956                                                                                           |
| 8    | Ungheria        | 4      | 1926, 1927, 1948, 1965                                                                                                 |
| 8    | Romania         | 4      | 1919, 1971, 1972, 1973                                                                                                 |
| 8    | Argentina       | 4      | 1976, 1982, 1989, 2004                                                                                                 |
| 11   | Repubblica Ceca | 3      | 1932, 1985, 1988 |
| 11   | Austria         | 3      | 1992, 1995, 1996 |
| 11   | Grecia          | 3      | 2021, 2022, 2024 |
| 14   | Germania        | 2      | 1936, 1937 |
| 14   | Polonia         | 2      | 1953, 1955 |
| 14   | Australia       | 2      | 1952, 1964 |
| 14   | Jugoslavia      | 2      | 1938, 1970 |
| 14   | Brasile         | 2      | 1999, 2001 |
| 14   | Serbia          | 2      | 2013, 2015 |
| 14   | Russia          | 2      | 1990, 2023 |
| 21   | Egitto          | 1      | 1950 |
| 21   | Canada          | 1      | 1954 |
| 21   | Belgio          | 1      | 1957 |
| 21   | Paesi Bassi     | 1      | 1969 |
| 21   | Zimbabwe        | 1      | 1974 |
| 21   | Messico         | 1      | 1978 |
| 21   | Cile            | 1      | 1997 |
| 21   | Ucraina         | 1      | 1994 |
| 21   | Svizzera        | 1      | 2014 |

#### Record anagrafici
- Mats Wilander è il più giovane tennista ad aver vinto il titolo all'età 18 anni, 7 mesi, e 7 giorni nel 1983.
- Gordon Lowe è il più vecchio tennista ad aver vinto il titolo all'età di 38 anni, 8 mesi e 6 giorni nel 1923.

### Finali

#### Maggior numero di finali in singolare
- Rafael Nadal: 12 con 11 vittorie e 1 sconfitta

#### Maggior numero di finali in doppio
- Bob Bryan e Mike Bryan: 9 con 6 vittorie e 3 sconfitte (di cui 1 w/o)

#### Maggior numero di finali in totale
- Rafael Nadal: 13 (12 in singolare e 1 in doppio)

### Partite

#### Maggior numero di partite giocate
- Rafael Nadal: 79

#### Maggior numero di partite vinte
- Rafael Nadal: 73

#### Maggior numero di partite vinte consecutivamente
- Rafael Nadal: 46

#### Maggior numero di tornei giocati
- Fabrice Santoro e Rafael Nadal: 17